# Paragnorimus guatemalensis
Paragnorimus guatemalensis är en skalbaggsart som beskrevs av Henry Fuller Howden 1970. Paragnorimus guatemalensis ingår i släktet Paragnorimus och familjen Cetoniidae. Inga underarter finns listade i Catalogue of Life.